# Distrikt Pampamarca (La Unión)
Der Distrikt Pampamarca liegt in der Provinz La Unión in der Region Arequipa in Südwest-Peru. Der Distrikt wurde am 22. Juni 1825 gegründet. Er besitzt eine Fläche von 788 km². Beim Zensus 2017 wurden 1204 Einwohner gezählt. Im Jahr 1993 lag die Einwohnerzahl bei 1725, im Jahr 2007 bei 1430. Die Distriktverwaltung befindet sich in der etwa 2600 m hoch gelegenen Ortschaft Mungui mit 178 Einwohnern (Stand 2017). Mungui liegt 3 km nordnordwestlich der Provinzhauptstadt Cotahuasi.

## Geographische Lage
Der Distrikt Pampamarca liegt in der Cordillera Volcánica im Nordwesten der Provinz La Unión. Er umfasst das Einzugsgebiet des Río Pampamarca, der im Süden des Distrikts in den Río Cotahuasi mündet. Im äußersten Norden des Distrikts verläuft die Cordillera Huanzo.
Der Distrikt Pampamarca grenzt im Südwesten an den Distrikt Charcana, im Westen an den Distrikt Oyolo (Provinz Páucar del Sara Sara), im Norden an den Distrikt Coronel Castañeda (Provinz Parinacochas), im Osten an den Distrikt Huaynacotas sowie im äußersten Süden an die Distrikte Cotahuasi und Toro.

## Ortschaften
Im Distrikt gibt es neben dem Hauptort folgende größere Ortschaften:
- Huarhua
- Lancarolla
- Pampamarca
- Sacachacaypa
- Santa Rosa
- Siccincaya